# 中国人民解放军陆军第七十九集团军

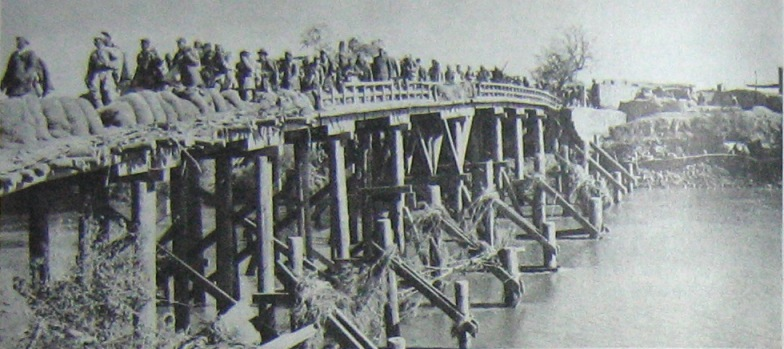
1945年，新四軍第三師前往東北

中国人民解放军陆军第七十九集团军，隶属北部战区陆军，军部驻地辽宁省辽阳市。

## 沿革
陆军第七十九集团军前身为中国工农红军第十五军团，在解放军现役集团军中历史最为悠久。

### 中华人民共和国成立前
1935年9月14日，西北红军各部接到西北工委的通知，说红25军到了甘泉下寺湾，要西北红军准备和红25军会合。9月15日，红二十五军到达延川县永坪镇。第二天，西北红军就赶到了驻地。9月16日，在延川县永坪镇的石油沟召开了红二十五军与西北红军的会师大会。徐海东、程子华、刘志丹讲了话。会后志丹组织红二十六军、二十七军的干部到红二十五军参观学习。在“统一红军力量，统一指挥下一步的军事行动”的旗帜下，9月17日，西北红军全部离开休整地向永坪集结，晚上，各部召开会议向连以上指挥员传达陕甘晋省委的指示，说要对部队进行整编。传达军团的指示：
- 要求西北红军指战员向红25军学习打大仗、打硬仗的经验和不怕牺牲的精神
- 向红25军补充兵力
- 将所有缴获的最好的武器装备交给红25军
- 给红25军支援被装。

1935年9月18日，正式宣布红十五军团的领导班子人员情况，准备在永坪举行会师大会。军团长徐海东、政治委员程子华、副军团长兼参谋长刘志丹、政治部主任高岗、副主任郭述申。政治部政治保卫队队长陈玉生。下辖三个师，每师两个团，全军团约9000人，而西北红军7000人。会师整编前，西北红军经过二、三次反围剿的19次战斗后，部队武器装备有了很大改善，每一个主力团都编制一个机炮连，配备的武器是迫击炮和重机枪。每一个连有轻机枪8挺以上。红26军42师2团有6个连，3团有12个连，西北义勇军有11个连；红27军84师辖三个团，每团9个连。西北红军主力兵团共有56个连队5300多人。
- 第七十五师（由红二十五军73师和陕北红27军少年先锋营300余人改编）：师长张绍东、政治委员赵凌波；
- 第七十八师（由红二十六军42师改编，即后来的步兵第一一六师）：师长杨森、政治委员张明先（红25军225团政委，后崔田民代）、总号长李德旺
  - 232团（原红3团）政委黄罗斌
  - 234团（西北义勇军、红2团合编）团长郭宝珊，政委马佩勋，参谋长于正学，政治处主任白如冰，后勤处长师玉峰、参谋主任白文化。下编3个营，其中义勇军编为1营、2营和机炮连，原红2团编为3营。
    - 1营：营长余振西、政治教导员贺大增（几天后调到81师，朱奎接任）、副营长何伯平
    - 2营：营长杨茂堂、政治教导员高维嵩
    - 3营：营长孔令甫（原红2团团长），政治教导员王四海（后刘懋功）
    - 机炮连：连长郭宝珏、政治指导员王子荣。
- 第八十一师（由红二十七军84师改编，即后来的步兵第十一师）：师长贺晋年、政治委员张达志。全师计3500余人，装备较好，每连配备轻机枪6至9挺。大部分武器是第二次反“围剿”时缴获高桂滋部的捷克式轻机枪和步枪，还有一部分是缴获晋军的武器。
  - 241团团长刘明山，政委李宗贵。全团2500余人。
    - 第一营营长王思温，营政委薛毓瑞
    - 第二营营长贺吉祥，营政委贺大增
    - 第三营营长李玉亭，营政委薛翰臣
    - 第四营营长袁广发，营政委高维嵩
    - 第五营为少共营由18岁以下青少年组成，营长杜娃，政委王学礼，还有经济员白斌雄。

  - 243团团长李仲英，政委王国昌。
    - 一营长孟寅生
    - 二营长李学臣。
- 红26军骑兵团直属于军团

1935年11月3日，红十五军团和中央红军会师，并编入红一方面军建制：军团长徐海东、政治委员程子华、参谋长周士第、政治部主任郭述申、副主任冯文彬，辖第七十五师、第七十八师、第八十一师和一个骑兵团。1936年2月参与了东征战役。
抗日战争期间，红十五军团编为八路军一一五师三四四旅，由徐海东将军率领，在与日军交战中损失巨大。因徐海东战场受傷被转移至后方养病，以朱德为首的军委改任杨得志为代旅长，黄克诚为政委，后发展为第五纵队。1940年，黄克诚率该纵队大部进入华中地区，并在苏北与陈毅的新四军会合后，后改编为新四军第三师，黄克诚任师长兼政委，原三四四旅整编为第十旅，刘震任旅长，洪学智为师参谋长。
第二次国共内战期间，新四军第三师进军东北。林彪率领三师7旅进行秀水河子战斗。1946年，原新四军三师的第八旅、第十旅（原三四四旅）、独立旅组建为东北民主联军第二纵队。刘震任二纵队司令员，吴法宪任政委。第二纵队在辽沈战役中参加锦州战役，占领锦州。平津战役中，二纵队四师率先攻破天津。1949年，第二纵队整编为中国人民解放军第三十九军，刘震任军长，吴信泉任政委。后进攻中国南方，占领桂林、南宁等大中城市。在第二次国共内战期间，第三十九军从中国东北松花江一直打到广西镇南关。

### 中华人民共和国成立后
朝鲜战争期间，第三十九军入朝参战。在第一次战役中，与美军美國陸軍第1騎兵師在云山进行云山战斗，重创美军第八团和第五团。第二次战役中，第三十九军攻占平壤。在第三次战役中攻占汉城，并参加了后面的大部分战役，直到朝鲜停战前返回中国。
朝鲜停戰後，第三十九军长期驻守辽东半岛，担负警戒苏联、朝鲜半岛事势。1985年，第三十九军改编为中国人民解放军陆军第三十九集团军（原代号为中国人民解放军81043部队，后代号改为中国人民解放军65521部队），是中国人民解放军陆军重装的三个快速反应集团军之一（另两个为第三十八集团军和第五十四集团军），属于战略预备部队。1989年曾到北京参与戒严任务。
2016年，中国人民解放军七大军区撤销，成立五大战区，陆军第三十九集团军划归中国人民解放军北部战区陆军。
2017年4月18日，中共中央总书记、国家主席、中央军委主席习近平在北京八一大楼接见新调整组建的84个军级单位主官，并对各单位发布训令；中共中央政治局委员、中央军委副主席许其亮宣读习近平主席签发的中央军委关于调整组建军兵种部队和省军区系统军级单位的命令、决定。在这次军级单位调整组建中，以陆军第三十九集团军为基础，调整组建中国人民解放军陆军第七十九集团军。

## 编制
1984年，陆军第三十九军正式改编为陆军机械化第三十九集团军，步兵第一一五师、步兵第一一七师、步兵第一一六师改编为机械化步兵师，并编入坦克第三师、炮兵旅（原炮兵第七师）和高炮旅，并继第三十八集团军之后于1988年3月第二个组建陆军集团军直升机大队。1994年，原第四十集团军一二〇师三五八团转隶第三十九集团军，成为特种作战团。原属第三十九集团军的步兵第一一七师于1996年改为直属武警总部的机动师。1998年后，坦克第六师与高炮旅分别改编为装甲师和防空旅，直升机大队扩编为陆航团。原属第六十四集团军的步兵第一九〇师改属第三十九集团军建制。2003年，一九〇师改编为机步第一九〇旅。
2016年深化国防和军队改革前，陆军第三十九集团军下辖：机械化步兵第一一六师、机械化步兵第一一五旅、机械化步兵第一九〇旅、机械化步兵第二〇二旅、摩托化步兵第二〇三旅、装甲第三旅、炮兵旅、防空旅、陆军航空兵第九旅，以及集团军直属的特种作战团等。2017年改革中，原摩托化步兵第二〇三旅调整为特战第七十九旅。
2017年陆军第七十九集团军组建后，下辖：
- 合成第四十六旅（轮式机械化合成部队，主要装备ZTL-11 + ZBL-08）[11]
- 合成第一一六旅（履带式装甲合成部队，主要装备ZTZ-99(换装中) / 96A + ZBD-86A）[12]
- 合成第一一九旅（卡车摩托化合成部队）
- 合成第一九〇旅（履带式重装甲合成部队，主要装备ZTZ-99 + ZBD-04A）
- 合成第一九一旅（卡车摩托化合成部队）
- 合成第二〇〇旅（轮式机械化合成部队，据悉于2023年转隶海军陆战队）
- 陆航第七十九旅
- 特战第七十九旅
- 炮兵第七十九旅
- 防空第七十九旅[13][14]
- 工兵第七十九旅
- 防化第七十九旅
- 勤务支援第七十九旅[15]

## 历任领导

### 中国人民解放军第三十九军
| 中国人民解放军第三十九军军长 1. 刘震（1948年11月—1950年3月） 2. 吴信泉（1950年3月—1953年4月） 3. 张竭诚（1953年6月—1956年7月，代理） 4. 张竭诚（1956年7月—1957年9月） 5. 王东保（1957年10月—1964年8月） 6. 张峰（1964年8月—1969年8月） 7. 朱恒兴（1969年8月—1981年6月） 8. 张杰（1981年6月—1983年5月） 9. 徐惠滋（1983年5月—1985年3月） | 中国人民解放军第三十九军政治委员 1. 吴法宪（1948年11月—1949年4月） 2. 吴信泉（1949年4月—1950年3月） 3. 徐斌洲（1950年3月—1951年7月） 4. 李雪三（1951年7月—1952年7月） 5. 吴信泉（1952年7月—1953年4月，兼任） 6. 石瑛（1953年5月—1954年10月代理；1954年10月—1956年4月） 7. 李少元（1956年4月—1964年8月） 8. 陈绍昆（1964年8月—1969年8月） 9. 彭仲韬（1969年9月—1978年5月） 10. 李兆书（1978年5月—1983年5月） 11. 宋克达（1983年5月—1985年6月） |

### 中国人民解放军陆军第三十九集团军
| 中国人民解放军陆军第三十九集团军军长 1. 傅秉耀（1985年8月—1990年6月） 2. 罗有礼（1990年6月—1996年7月） 3. 王建民（1996年7月—1999年4月） 4. 阎丰（1999年4月—2002年10月） 5. 艾虎生（2002年10月—2007年9月） 6. 潘良时（2007年9月—2013年12月） 7. 张旭东（2014年2月—2017年1月） | 中国人民解放军陆军第三十九集团军政治委员 1. 张海天（1985年8月—1986年3月） 2. 马盛林（1986年3月—1990年6月） 3. 谭乃达（1990年6月—1992年11月） 4. 李栋恒（1993年2月—1996年4月） 5. 符廷贵（1996年4月—2001年7月） 6. 陈国令（2001年7月—2004年12月） 7. 张烈英（2004年12月—2010年12月） 8. 张书国（2010年12月—2014年12月） 9. 朱玉武（2015年1月—） |

| 中国人民解放军陆军第三十九集团军参谋长 | 中国人民解放军陆军第三十九集团军政治部主任 - 张希元 - 吴建栋 |

### 中国人民解放军陆军第七十九集团军
| 中国人民解放军陆军第七十九集团军军长 1. 徐起零 少将（2017年3月—2018年12月） 2. 霍建刚 中将（2019年4月—） 中国人民解放军陆军第七十九集团军副军长 | 中国人民解放军陆军第七十九集团军政治委员 1. 余永洪 少将（2017年3月—2019年4月） 2. 张晓 少将（2019年6月—） 中国人民解放军陆军第七十九集团军副政治委员 |

| 中国人民解放军陆军第七十九集团军参谋长 中国人民解放军陆军第七十九集团军副参谋长 | 中国人民解放军陆军第七十九集团军政治工作部主任 中国人民解放军陆军第七十九集团军政治工作部副主任 |

| 中国人民解放军陆军第七十九集团军保障部部长 中国人民解放军陆军第七十九集团军保障部副部长 | 中国人民解放军陆军第七十九集团军纪律检查委员会书记 中国人民解放军陆军第七十九集团军纪律检查委员会副书记 |

## 荣誉
曾被授予荣誉称号的单位有：
- 红军军：本集团军
- 红军师：原陆军第三十九集团军步兵第一一六师（前身为八路军第一一五师第三四四旅）[18][19]
- 红军团：原陆军第三十九集团军步兵第一一五师第三四三团、步兵第一一六师第三四七团
- 道峰山营：原陆军第三十九集团军步兵第一九〇师第五六九团三营
- 神枪手四连：原陆军第三十九集团军步兵第一一六师第三四八团四连。2017年转隶陆军第七十九集团军[20]
- 钢铁七连：原陆军第三十九集团军步兵第一一六师第三四七团七连。2017年撤销番号，改编为装步五连[21]。
- 红三连：原陆军第四十集团军摩托化步兵第一九一旅一营三连。2017年转隶为陆军第七十九集团军某旅三连[20]
- 沧县登城首功连：原陆军第二十六集团军机械化步兵第二〇〇旅某连。2017年转隶陆军第七十九集团军[20]
- 学习毛主席著作的模范红九连：原陆军第十六集团军步兵第四十六师第一三六团九连[22][23]。2017年转隶为陆军第七十九集团军某旅某连[20]
- 雷锋班：原陆军第四十集团军工兵团汽车连某班[24]。2017年转隶为陆军第七十九集团军某旅某班[20]